# Ryton-on-Dunsmore
Pour les articles homonymes, voir Ryton.
Ryton-on-Dunsmore est un village et une paroisse civile du Warwickshire, en Angleterre. Il est situé dans l'est du comté, à 9 km au sud-est de la ville de Coventry, sur la route A45 (en). Administrativement, il relève du borough de Rugby.

## Localisation
Ryton-on-Dunsmore est situé à 8,8 km au sud-est de Coventry et à 12,1 km à l'ouest de Rugby. La route à deux voies A45 coupe Ryton en deux et les villages voisins comprennent Bubbenhall, Stretton-on-Dunsmore et Wolston. Garden Organic (en), la principale organisation caritative de culture biologique au Royaume-Uni, possède un jardin de démonstration de 10 acres (4 hectares) dédié au jardinage biologique dans le village. Ryton Pools Country Park se trouve à environ 1,6 km au sud-ouest du village.

## Toponymie
Ryton est un toponyme d'origine vieil-anglaise. Il fait référence à une ferme (tūn) où est cultivé le seigle (ryge). Il est attesté vers 1045 sous la forme Ruyton. Dans le Domesday Book, compilé en 1086, le village est appelé Rietone. L'élément Dunsmore, qui apparaît au XIIe siècle, renvoie à la brande (mōr en vieil anglais) d'un homme appelé Dunn.

## Usine automobile
L'usine automobile de Ryton, située au nord-ouest du village, est ouverte par le groupe Rootes en 1940. Elle est rachetée par Chrysler Europe en 1967, puis par le groupe PSA en 1978 et ferme ses portes en 2007.
L'ancienne usine (également connue sous le nom d'usine Ryton) a été un élément clé du village pendant plus de soixante ans. Elle était situé entre l'A45 (au nord-est) et l'A423 (au sud-ouest). Le sud-est du site de l'usine bordait le village de Ryton-on-Dunsmore. L'usine a été construite par le groupe Rootes en 1940 pour fabriquer des moteurs d'avion pendant la Seconde Guerre mondiale. Après la guerre, il est devenu le siège du groupe Rootes, mais lorsque l'entreprise a connu des difficultés financières dans les années 1960, l'entreprise (par étapes) et donc l'usine ont été rachetées par le géant américain de la construction automobile Chrysler.
Chrysler elle-même a connu des difficultés financières et a vendu l'usine pour la somme symbolique de 1,00 $ US à PSA Peugeot Citroën en 1978, et à partir de ce stade, toutes les voitures produites à l'usine portaient la marque Talbot, faisant revivre une ancienne marque pour remplacer la marque Chrysler en Grande-Bretagne, et le nom Simca sur le continent. Peugeot a commencé à y construire sa 309 le 28 octobre 1985, et à la fin de 1987, elle a été rejointe par la 405. Cela faisait suite à une décision de Peugeot en 1985, de supprimer progressivement la marque Talbot, mais de conserver l'ancien groupe Rootes et les usines Simca, pour la production de voitures siglées Peugeot.
La production de la Peugeot 309 a été transférée en France en 1989, l'usine devenant brièvement une usine modèle pour la production de la 405, mais la 306 l'a rejoint à la fin de 1992 et a été pendant un certain temps le pilier de la production après la disparition de la 405 aux États-Unis à l'automne 1995. Le modèle break n'a été retiré de la production qu'en 1997, mais a continué à être produit en France, et Peugeot a décidé de produire le successeur de la 405 (la 406) en France. La deuxième ligne de production a été relancée au cours de l'été 1998, avec le début de la production de la 206, et la 206 était devenue la seule voiture produite dans l'usine, après l'arrêt de la production de la 306 au printemps 2001. Peugeot a également a décidé de produire la nouvelle 307 en France plutôt qu'à Ryton.
En janvier 2004, Peugeot a décidé de ne pas fabriquer la 207 à Ryton, laissant ainsi l'usine en danger de fermeture. En février 2004, la 1 000 000e 206 est sortie de la chaîne de production. En avril 2006, Peugeot a décidé que l'usine de Ryton fermerait courant juillet 2007. En octobre 2006, cependant, Peugeot a annoncé qu'elle fermerait son usine six mois plus tôt que prévu. En l'occurrence, elle a été fermée le 12 décembre 2006 et le site de 140 acres (57 hectares) a été vendu au promoteur Trenport Investments Ltd pour un usage industriel en mars 2007. La démolition de l'usine a commencé le 12 novembre 2007. En octobre 2012, Network Rail a acquis le site de Prologis et a construit un centre logistique. Le centre a ouvert ses portes l'année suivante et sert de plaque tournante pour le service national de livraison de Network Rail.

## Sport
L'Académie du Coventry City F.C., le Sky Blues Lodge, est basée sur la route de Leamington dans le village.

## Démographie
Le recensement de 2001 a enregistré une population de 1 672 habitants dans la paroisse, au recensement de 2011, la paroisse civile de Ryton-on-Dunsmore comptait 1 813 habitants,.

## Personnalités liées à la commune
Le scientifique Kevin Warwick a grandi dans le village dans les années 1960 et a fréquenté l'école primaire.

## Organisations notables
Le Service national de renseignement sur la criminalité automobile (en) est basé dans le village. Le siège du Collège de Police (en) se trouve ici également.

## Galerie

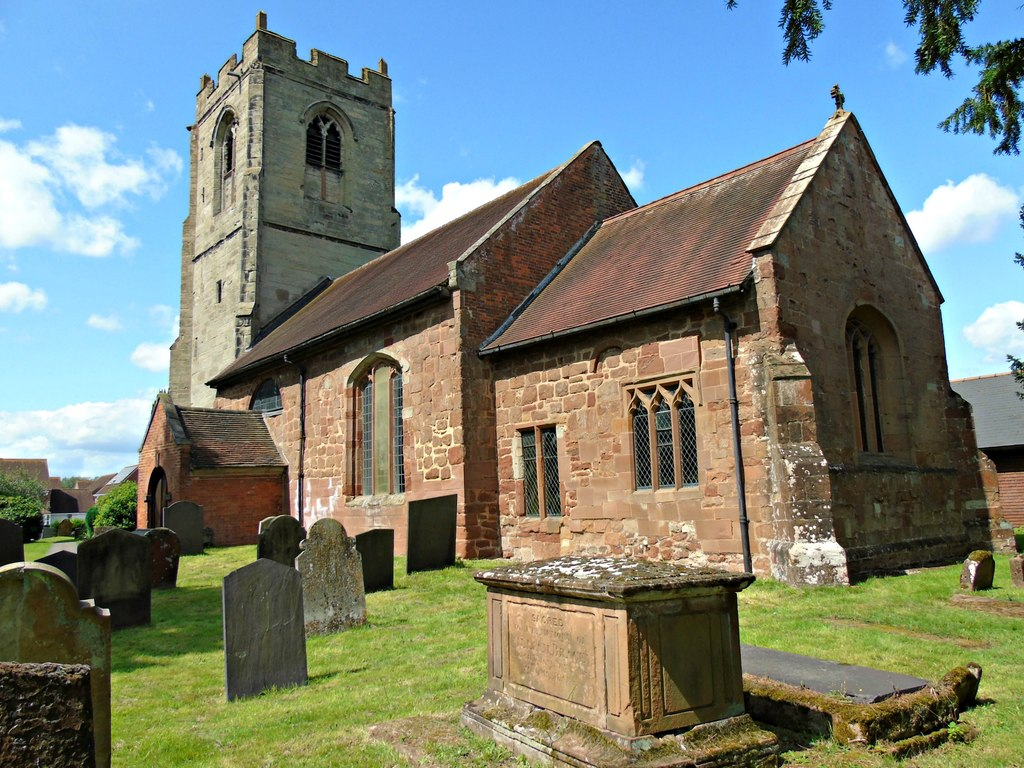
Ryton-on-Dunsmore Church.
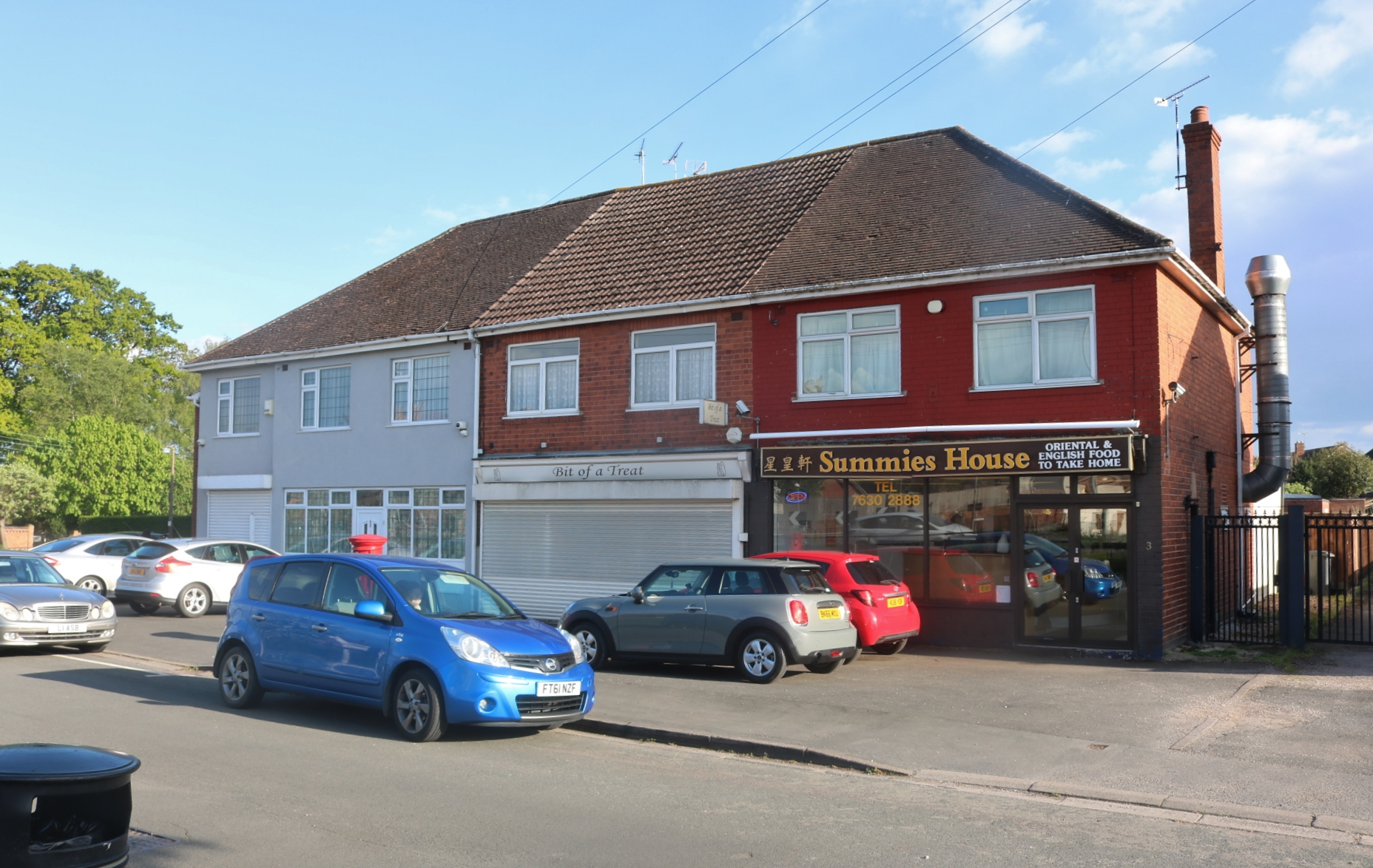
Commerces.
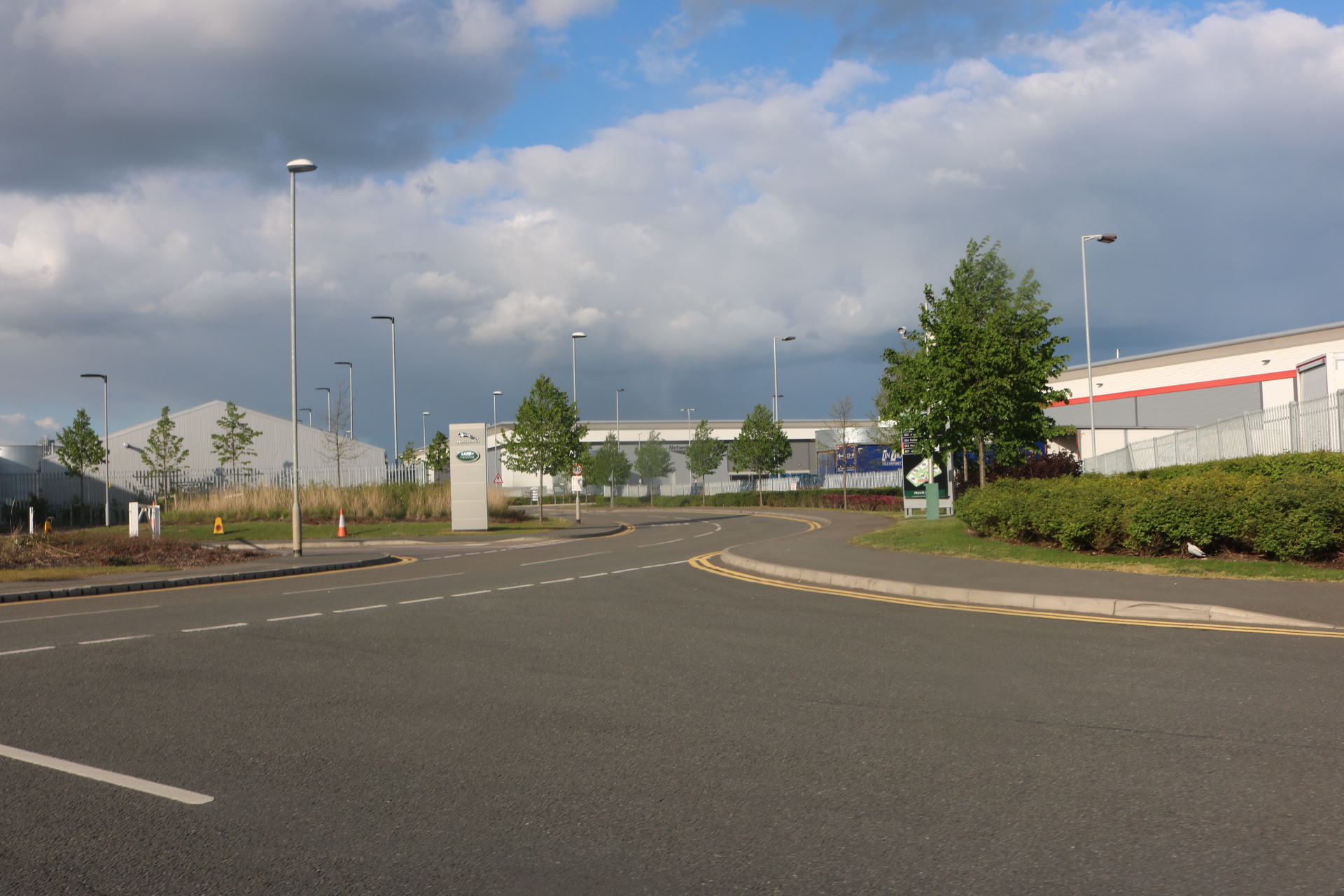
Prologis.